# سرداران ایروانی

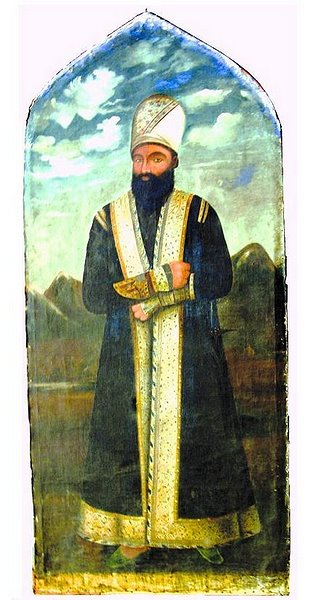
طرح‌نگاره‌ای از چهرهٔ حسین قلی خان قاجار

سرداران ایروانی لقب دو برادر به نام‌های حسن خان (ساری اصلان) و حسینقلی خان بود که از امیران و سرداران قاجار در زمان فتحعلی شاه قاجار بودند.
این دو برادر از قاجارهای قزوین بودند که مامور ایروان شدند و پس از عقد عهدنامه ترکمن چای برای استقرار نظم خراسان به مشهد رفتند و در سال ۱۲۴۵ هجری قمری به تهران احضار شدند. حسینقلی خان با اینکه نود سال از عمرش می‌گذشت، حاکم منطقهٔ فریدن و چهارمحال شد و پنج سال پیش از پایان سلطنت فتحعلی شاه، درگذشت.
سرداران ایروانی بانیان مجموعه تاریخی سردار در قزوین مشتمل بر مسجد سردار، مدرسه سردار و آب‌انبار سردار بزرگ و سردار کوچک بوده‌اند.